# Pas si simple (téléfilm)

Pas si simple est un téléfilm français réalisé par Rachida Krim en 2010.

## Synopsis
Nadia, 22 ans, en fin d'études, a ses petits secrets - son petit ami "français"; ses parents en ont aussi et notamment celui de sa mère Soraya de la marier au Maroc à l'occasion de leur voyage annuel dans la famille. Accompagnée de sa copine Lili, ravie d'être si courtisée au Maroc, et de sa jeune sœur adolescente "gothique" Myriam, qui effraie la gent masculine locale, Nadia va accepter le jeu des présentations des jeunes garçons de bonnes familles, tout en les récusant les uns après les autres. Pendant ses escapades pour appeler son petit ami resté en France, elle fait la découverte de l'agriculteur Samir, la trentaine, qui ne la quitte pas des yeux tout en ramassant les fruits du verger. Nadia annonce bientôt que c'est ce jeune homme qu'elle épousera. Mais la jeune femme n'est pas heureuse au Maroc. Peu après le mariage, elle décide de rentrer en France. Alors que Nadia semble devoir lui échapper complètement, Samir s'accroche pourtant avec une patience et un amour infini.

## Fiche technique
- Réalisateur : Rachida Krim
- Scénario : Rachida Krim et Catherine Ramberg
- Musique : Safy Boutella
- Date de diffusion : 21 avril 2010 sur France 2
- Durée : 93 minutes.
- diffusé le 21 avril 2010 sur France 2.
- diffusé le 26 juillet 2019 sur RMC Story.

## Distribution
- Razika Nayis : Nadia
- Ouassini Embarek : Samir
- Fejria Deliba : Soraya
- Zinedine Soualem : Mostepha
- Naïma Triboulet : Lili
- Tewfik Jallab : Jalil
- Lila Gallot-Khelfa : Myriam
- Djieda Belhaddad : La grand-mère